# Saturnino Grech Pomares
Saturnino Grech Pomares   (Alacant, 6 de juny de 1914 - Palma, 31 de juliol de 2001), també conegut com a Satur Grech, fou un futbolista alacantí de les dècades de 1930 i 1940 i entrenador en dècades posteriors.
Tot i que va néixer a Alacant, es crià futbolísticament a Barcelona. Va jugar a les Joventuts Catòliques de Molins de Rei, on fou company de Josep Raich, d'on passà a la UE Poble Nou. Marxà al Reial Múrcia CF, on jugà una temporada. Quan començà la guerra civil tornà a Barcelona i jugà a la UE Sants i al RCD Espanyol la temporada 1938-39. A continuació fou jugador al CE Sabadell a segona divisió (1939-41). Passà una temporada al Cartagena FC, dos mesos al CE Constància d'Inca i finalment al RCD Mallorca, on jugà durant cinc temporades. Acabà la seva carrera a l'Arenas de Saragossa.
Va tenir una llarga trajectòria com a entrenador, destacant a clubs com la UD Las Palmas, Sevilla FC, Hèrcules CF, RCD Mallorca, CE Atlètic Balears, CD Tenerife, Racing de Ferrol, UE Lleida i SD Compostela.